# Касторная-Новая
Касто́рная-Но́вая — узловая железнодорожная станция Юго-Восточной железной дороги. Расположена в посёлке Новокасторное Курской области.

## Краткая характеристика
Одна из трёх, самая новая станция Касторненского железнодорожного узла. Введена в эксплуатацию в 1936 году. Находится на двухпутной электрифицированной линии Елец — Старый Оскол магистрали «Москва — Донбасс», соединена со станцией Касторная-Курская и разъездом «156 км.» однопутной линией не имеющей электрификации, со станцией Касторная-Восточная двухпутной электрифицированной линией. 
Расположена в посёлке Новокасторное Касторенского района Курской области. Станция отнесена к Белгородскому региону Юго-Восточной железной дороги.

## Пассажирское движение
На станции имеют остановку все пригородные и поезда дальнего следования.

### Перевозчики
| Перевозчик                 | Дистанция                               |
| -------------------------- | --------------------------------------- |
| Российские железные дороги | Дальнее следование                      |
| ЦППК                       | Межрегиональное и пригородное сообщение |

## Коммерческие операции, выполняемые на станции
- Продажа пасс. билетов. Приём, выдача багажа;
- Приём, выдача повагонных отправок грузов (откр. площ.)
- Приём, выдача повагонных и мелких отправок (подъездн. пути)[2].

## Статьи и публикации
- Леонид Дьячков. Касторненский «треугольник» // Гудок : газета. — 2004. — 8 мая.

## Внешние медиафайлы
- Фотография железнодорожного вокзала станции Касторная-Новая. Архивировано 31 января 2013 года.